# 넘버걸
넘버 걸(Number Girl, ナンバーガール 난바가루[*])은 1995년 후쿠오카시에서 결성된 일본의 록 밴드이다. 나카오 켄타로의 탈퇴를 계기로, 2002년에 해체했다. 해체 후에도, 구성원들은 각각 음악 활동을 계속하고 있다.

## 구성원
- 무카이 슈토쿠 (보컬)
- 다부치 히사코 (기타)
- 나카오 켄타로 (베이스)
- 이나자와 아히토 (드럼)

## 음반 목록

### 싱글
- 〈DRUNKEN HEARTED〉
- 〈도메이 소조〉
- 〈DESTRUCTION BABY〉
- 〈URBAN GUITAR SAYONARA〉
- 〈텟푸 스루도쿠낫테〉
- 〈NUM-AMI-DABUTZ〉
- 〈I Don't Know〉 (2002년 4월 8일)

### 정규 음반
- 《School Girl Bye Bye》 (1997년 11월 1일)
- 《School Girl Distortional Addict》 (1999년 7월 23일)
- 《Sappukei》 (2000년 7월 19일)
- 《Num-heavymetallic》 (2002년 4월 26일)

### 라이브 음반
- 《시부야 Rock Transformed 조타이》 (1999년 12월 16일)
- 《삿포로 Omoide in My Head 조타이》 (2003년 1월 29일)